# Chingia christii
Chingia christii är en kärrbräkenväxtart som först beskrevs av Edwin Bingham Copeland, och fick sitt nu gällande namn av Holtt. Chingia christii ingår i släktet Chingia och familjen Thelypteridaceae. Inga underarter finns listade.